# ソボロパン
ソボロパン（朝鮮語: 소보로빵、英語: soboro-ppang, soboro bread, soboro pastry, soboro bun）またはコンボパン（朝鮮語: 곰보빵、英語: gombo-ppang）とは、大韓民国で人気のシュトロイゼルのような皮を上部に持つ菓子パンである。韓国のシュトロイゼルパンとしても知られている。このパンは小麦粉、砂糖、鶏卵から生地を作り、表面がサクサクで凸凹のある状態で焼かれる。「ソボロ」という言葉はパンの上のシュトロイゼルを指す日本語のそぼろに由来し、この部分の主な材料にはピーナッツバターが使われることが多い。「ソボロ」は日本語で揚げた挽肉やミンチ状にした魚肉を指し、これらはパンの上のシュトロイゼルに似ている。